# Canoë-kayak aux Jeux méditerranéens de 2009

## Épreuves au programme
| ● | Compétitions | ● | Finale |

|              | Juin-Juillet |    |    |    |    |    |    |    |    |    |
|              | 26           | 27 | 28 | 29 | 30 | 01 | 02 | 03 | 04 | 05 |
| Compétitions |              |    |    |    |    |    |    | ●  | ●  | ●  |

## Résultats

### Hommes
| Épreuves    | Or                                                 | Argent                                             | Bronze                                                |
| K1 - 500 m  | Francisco Llera 1 min 45 s 025                     | Stjepan Janić 1 min 45 s 125                       | Ekaitz Sayes 1 min 45 s 150                           |
| K1 - 1000 m | Maximilian Benassi 3 min 46 s 070                  | Marko Tomicevic 3 min 46 s 940                     | Stjepan Janic 3 min 48 s 390                          |
| K2 - 500 m  | Espagne Saúl Craviotto Carlos Perez 1 min 29 s 163 | France Arnaud Hybois Etienne Hubert 1 min 29 s 425 | Italie Filippo Falli Alberto Regazzoni 1 min 30 s 865 |
| K2 - 1000 m | Luca Piemonte Maximilian Benassi 3 min 19 s 840    | Arnaud Hybois Etienne Hubert 3 min 20 s 350        | Duško Stanojević Dejan Pajić 3 min 20 s 550           |

### Femmes
| Épreuves    | Or                               | Argent                              | Bronze                         |
| K1 - 500 m  | Spela Ponomarenko 1 min 50 s 046 | María Teresa Portela 1 min 50 s 372 | Josefa Idem 1 min 51 s 581     |
| K1 - 1000 m | Josefa Idem 4 min 08 s 250       | Antonja Nadj 4 min 09 s 590         | Stefania Cicali 4 min 11 s 970 |